# Yann Böhme
Yann Böhme (ur. 2 sierpnia 1997) – niemiecki siatkarz, reprezentant Niemiec, grający na pozycji atakującego.
Jest synem mistrzyni olimpijskiej w wioślarstwie Birte Siech, która zdobyła złoto olimpijskie w czwórce wioślarskiej (ze sternikiem) w Seulu w 1988 roku i w Barcelonie w 1992 roku brązowy medal w czwórkach bez sternika. A ojciec Dirk był kajakarzem odnoszącym sukcesy turniejach kajakarskich w Niemczech.
Pod koniec maja 2023 roku zadebiutował w kadrze narodowej Niemiec w meczu towarzyskim z reprezentacją Polski.
W 2023 roku brał udział w Lidze Narodów, gdzie zajął 11. miejsce oraz na Letniej Uniwersjadzie 6. miejsce.

## Sukcesy klubowe
Puchar CEV:
- 2024[9]